# Tierpark Lange Erlen
Koordinaten: 47° 34′ 28″ N, 7° 36′ 28″ O; CH1903: 612728 / 269318
Der Tierpark in den Langen Erlen befindet sich auf Basler Stadtgebiet und erstreckt sich auf einer Fläche von ungefähr 20 Hektaren im Uferwald Lange Erlen auf der südlichen Uferseite des Flusses Wiese. Der Tierpark und dessen Trägerverein Erlen-Verein wurde im Jahre 1871 von initiativen Baslern gegründet. Der Park hat einen Baumbestand von ca. 450 Bäumen – von der Rottrauerbuche bis zum Mammutbaum. Der Tierpark ist während der Tagesstunden frei zugänglich.
Der Tierpark ist auf die Haltung von einheimischen Tieren spezialisiert und versteht sich als Ergänzung zum Basler Zoo.

## Tierarten im Tierpark

### Wildtiere

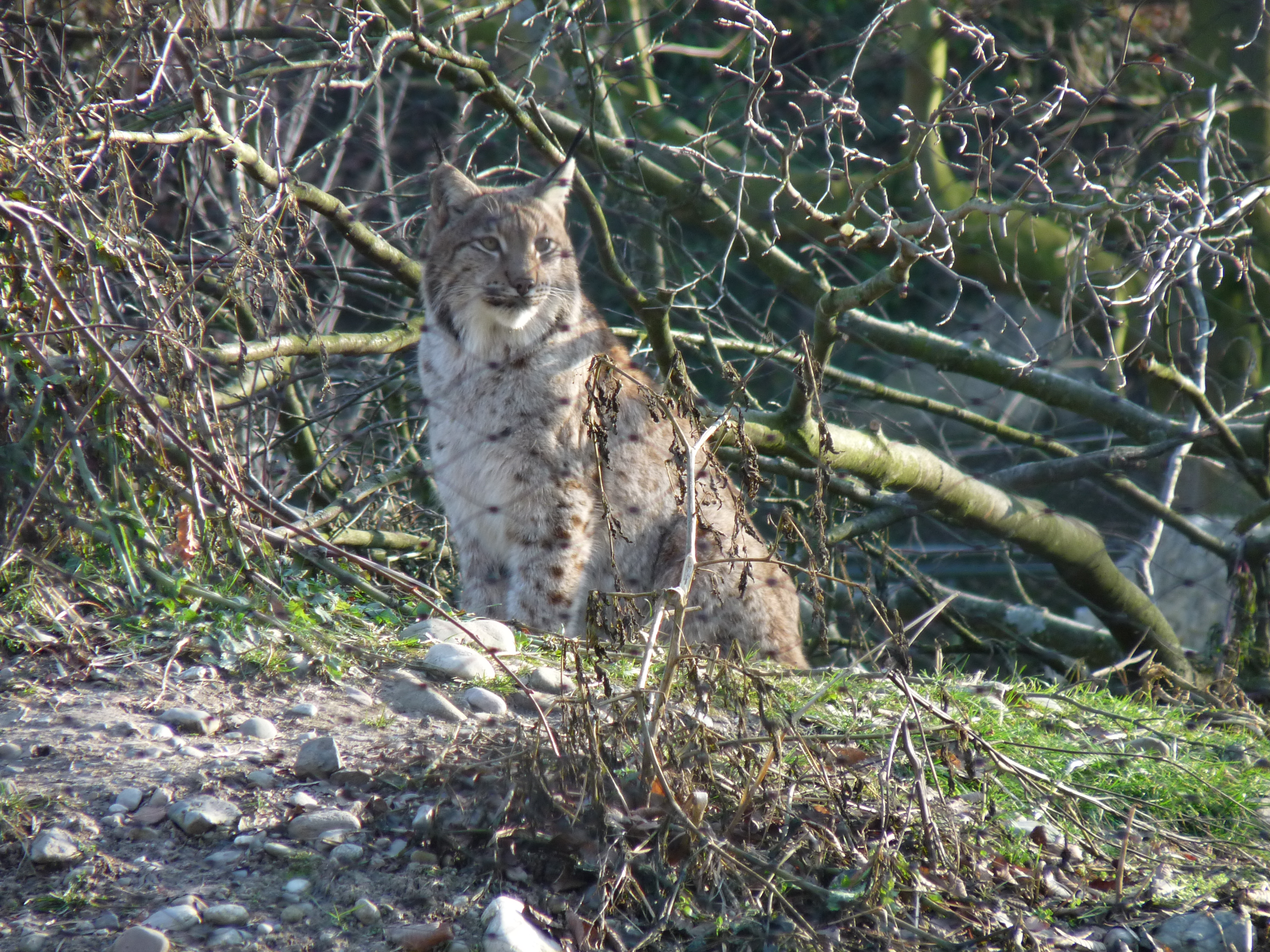
Luchs im Tierpark Lange Erlen

Im Park können neben Wisenten, Rothirschen, Damhirschen und Gämsen auch die einheimischen Raubtiere Eurasischer Luchs, Europäische Wildkatze und Rotfuchs beobachtet werden. Eine Vielzahl an Wasservögeln befinden sich in den Weihern des Parks. Weitere Vögel (wie verschiedene Eulen, Fasane, Rebhühner und Singvögel), sowie Reptilien und Amphibien können in Volieren bzw. Terrarien entdeckt werden.
Auch eine Gruppe von Kapuzineraffen wird im Tierpark gehalten.

### Nutztierrassen
Besonders erwähnenswert unter den gezeigten Haustierrassen sind die seltenen Nutztierrassen Appenzeller Spitzhaubenhuhn, Bündner Strahlenziege, Diepholzer Gans, Fehkaninchen, Schweizerhuhn, Walliser Landschaf und das Wollschwein.